# Nesticus concolor
Nesticus concolor är en spindelart som beskrevs av Roewer 1962. Nesticus concolor ingår i släktet Nesticus och familjen grottspindlar.
Artens utbredningsområde är Afghanistan. Inga underarter finns listade i Catalogue of Life.